# Dive (álbum de Twice)
Dive es el quinto álbum de estudio japonés (octavo en general) del grupo femenino surcoreano Twice. Fue publicado el 17 de julio de 2024 por Warner Music Japan. El álbum contiene diez pistas, incluyendo los sencillos anteriormente publicados, «Hare Hare» y «Dance Again», además de la pista homónima «Dive».

## Antecedentes y lanzamiento
El 28 de diciembre de 2023, JYP Entertainment publicó un video en el canal japonés de YouTube del grupo, anunciando que Twice publicaría su quinto álbum de estudio japonés en verano de 2024 y agregarían cuatro fechas más para la etapa en Japón de su gira mundial Ready to Be World Tour. El 30 de abril de 2024 fue anunciado que el álbum se publicará el 17 de julio. Además se anunció el título del álbum.

## Lista de canciones
| Lista de canciones de Dive |                      |                                                                        |                                                   |          |  |
| N.º                        | Título               | Letras                                                                 | Música                                            | Duración |  |
| 1.                         | «Beyond the Horizon» | Yu-ki Kokubo Yhel                                                      | Nils Rulewski Stenberg Malin Christin             | 3:33     |  |
| 2.                         | «Dive»               | Yoon (153/Joombas) Kelbyul (153/Joombas) Ha Dawon (153/Joombas) Kokubo | Andy Love Carmen Reece SB CR Cho Sehee            | 3:02     |  |
| 3.                         | «Ocean Deep»         | Dayoung Jeong (153/Joombas) Kokubo                                     | Alawn Anne Judith Wik Nermin Harambasic           | 3:40     |  |
| 4.                         | «Love Warning»       | Kakinuma Masami (Relyc Lyric) Yhel                                     | JJean Justin Reinstein                            | 3:26     |  |
| 5.                         | «Here I Am»          | Kakinuma                                                               | Wik Ronny Svendsen Pizzapunk                      | 2:51     |  |
| 6.                         | «Inside of Me»       | Co-sho                                                                 | T-SK ViiiV Jonna Hall                             | 2:54     |  |
| 7.                         | «Peach Soda»         | Rose Blueming                                                          | Won Again Anna Kusakawa                           | 3:10     |  |
| 8.                         | «Echoes of Heart»    | Gratia                                                                 | HotSauce Mayu Wakisaka JJean                      | 3:15     |  |
| 9.                         | «Dance Again»        | Co-sho                                                                 | Alexander Karlsson Alexej Viktorovitch Ellen Berg | 3:12     |  |
| 10.                        | «Hare Hare»          | Seo Yong-won (153/Joombas) Kokubo                                      | Henri Vuortenvirta JJean Reinstein                | 3:24     |  |
| 32:20                      |                      |                                                                        |                                                   |          |  |

## Posicionamiento en listas
| Lista                   | Mejor posición |
| ----------------------- | -------------- |
| Japón (Oricon)          | 2              |
| Japón (Billboard Japan) | 2              |

## Historial de lanzamiento
| Región | Fecha               | Formato                       | Discográfica |
| ------ | ------------------- | ----------------------------- | ------------ |
| Japón  | 17 de julio de 2024 | CD descarga digital streaming | Warner Japan |